# Johann Mayr (Sozialwissenschaftler)

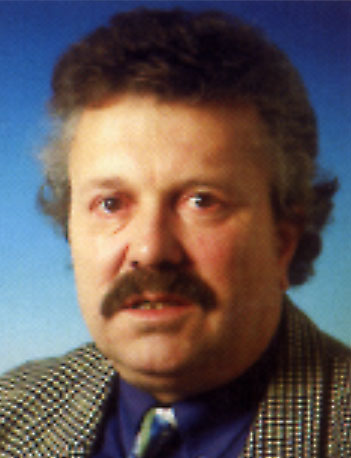
Johann Mayr

Johann Mayr (* 15. Dezember 1946 in Linz) ist ein österreichischer Historiker, Germanist und Jurist sowie Hochschullehrer.

## Leben
Mayr wurde als Sohn des ÖBB-Beamten Johann und der Hausfrau Ida Maria Mayr geboren. Nach dem Besuch der Pflichtschule von 1953 bis 1961 erlernte er den Beruf eines Gas- und Wasserleitungsinstallateurs, in welchem er bis 1972 arbeitete. 1975 erfolgte eine Anlehre des Berufs eines Eisenbiegers.
Neben dieser Berufstätigkeit absolvierte er von 1968 bis 1972 das Bundesgymnasium für Berufstätige in Linz und studierte anschließend bis 1977 (Sponsion Februar 1978) das Lehramt für Höhere Schulen Deutsch und Geschichte in Salzburg.
Von 1978 bis 1985 war er AHS-Lehrer und studierte in dieser Zeit in Linz Jus (Sponsion 1982) und Wirtschaftsgeschichte in Salzburg (Promotion 1984). Danach wechselte er ins Bundesministerium für Wissenschaft und Forschung als wissenschaftlicher Mitarbeiter des Museums Industrielle Arbeitswelt in Steyr bis Ende 1989.
Ab 1990 war er, einem Angebot von Karl Grünner folgend, dessen Pressereferent und juridischer Berater und nach Ausscheiden von Grünner in denselben Funktionen für die Oberösterreichischen Naturfreunde bis 1995 tätig.
Im Anschluss betätigte er sich hauptberuflich als Herausgeber und Autor von wissenschaftlichen und populärwissenschaftlichen Publikationen und Aufsätzen und war freier Redakteur der Abteilung Kultur und Wissenschaft im ORF Oberösterreich sowie in gleicher Tätigkeit bei mehreren Zeitungen.
1997 bis 2012 war er Professor für Medientheorie, Mediensoziologie und Mediengeschichte sowie Grundlagen der Philosophie, Soziologie und Psychologie am Fachhochschul-Studiengang Medientechnik und -design in Hagenberg.
Von 1997 bis zu deren Einstellung im Jahre 2005 leitete er als Chefredakteur die oberösterreichische Fachhochschulzeitung FHS/konkret.
Von 2000 bis 2012 stellvertretender Betriebsratsvorsitzender der FH Oberösterreich.
Seit 2013 ist Mayr im Ruhestand.

## Auszeichnungen
1988 wurde Mayr für seine Tätigkeit für das Museum Industrielle Arbeitswelt vom Oberösterreichischen Landeshauptmann Josef Ratzenböck das Silberne Verdienstzeichen des Landes Oberösterreich verliehen.
2012 erhielt Johann Mayr das Österreichische Ehrenkreuz für Wissenschaft und Kunst I. Klasse durch Bundespräsident Heinz Fischer.
2014 Viktor-Adler-Plakette durch Bundeskanzler Werner Faymann

## Schriften (Auswahl)
- In Knechtschaft gelitten, die Freiheit erstritten. Die Geschichte der SPÖ-Bauern in Oberösterreich. Institut für Wissenschaft und Kunst Oberösterreich, Linz 1989, ISBN 3-900840-02-4.
- Regionale Zusammenhänge zwischen Hauptwiderstandsgebieten zur Zeit der Gegenreformation und den Julikämpfen 1934 in Oberösterreich. In: Zeitgeschichte. 9. Jg. Heft 11/12, 1982, S. 392–407.
- Leonding. Dorf – Stadtrand – Stadt. 2. Aufl. 1999. ISBN 3950039600.
- Aufbruch im tertiären Bildungswesen. Festschrift 15 Jahre Fachhochschule Oberösterreich. Wels, 2009. ISBN 390040156X.
- Sozialdemokratie und Agrarpolitik: Von den Anfängen bis 1918, Linz, 1986. ISBN 3900581061.